# Naviculaire (Rome antique)
Pour l’article homonyme, voir Naviculaire.
Les naviculaires ou navicularii étaient une classe de marchands navals de la Rome antique, spécialisés dans le transport de marchandises par voie maritime. Ils étaient généralement encadrés entre les puissants de la société romaine, et se trouvaient dans la classe des honestiores, soit la classe supérieure, tels les sénateurs, les chevaliers et les décurions, grands propriétaires et hiérarchie ecclésiastique, après l'acceptation du christianisme comme religion officielle de l'Empire.
Ils étaient habituellement organisés en corporations ou collegia, dont l'adhésion au début du Bas Empire était volontaire, mais qui peu à peu est devenu obligatoire notamment avec le désir du pouvoir central de contrôler les missions et les charges dans les provinces. La charge de navicularii finit par devenir héréditaire, assurant le relais de la fonction.

## Occupation
Les naviculaires étaient chargés depuis son origine du transport maritime ou fluvial, en fournissant fournitures, marchandises, objets étrangers variés. Rome dépendait de leur activité pour le ravitaillement de produits essentiels (annone), aussi bien des céréales, que les matériaux de construction ou encore des objets exotiques et de luxe pour les classes plus aisées.
D'après Jules César, dans les Commentaires sur la guerre des Gaules, les naviculaires sont les hommes chargés d'armer les navires d'approvisionnement.
S'il en est ainsi pendant la République et le Haut-Empire, ils deviennent primordiaux pendant le Bas-Empire, notamment lorsque l'insécurité générale s'étendit sur tout le territoire, et que le transport par les voies romaines se fait dangereux.
Les naviculaires jouent un rôle important dans l'échange de marchandises entre les différentes provinces romaines, comme celles avec d'importants ports tels que l'Hispanie, l'Afrique et l'Égypte.
Ainsi, les autorités impériales ont décidé de soumettre les naviculaires directement sous les ordres de l'État, notamment en légiférant les obligations et les devoirs de ces marchands. Ainsi, le Code de Théodose contient deux dispositions, une qui interdit de retenir les naviculaires qui reviennent vers Rome, afin de ne pas entraver l'approvisionnement de la ville, une autre qui les affranchis d'effectuer certains services publics extraordinaires.
Le travail de ces armateurs, au service de la capitale romaine, prêtait un grand service à l'État, mais cette activité pouvait être négligée dans le cas des régions de deuxième ordre. Celles-ci peuvent alors se trouver en désavantage commercial et occasionnellement en pénurie d'approvisionnement. Ceci ne s'explique pas seulement par la priorité donnée à Rome, mais aussi par les abus que pouvaient commettre les naviculaires et qui sont confirmés par des sources, comme l'inclusion de marchandes dans leurs rangs, pour éviter le paiement de certains impôts, le retard intentionnel de certains navires pour faire pression sur les prix ou encore du commerce avec des marchandises illégales.

## Naviculaires arlésiens
Différents travaux proposent de comprendre l'origine ethnique de ces naviculaires en Narbonnaise, notamment par l'analyse onomastique d'inscriptions épigraphiques. Les naviculaires référencés par l'épigraphie narbonnaise sont des affranchis, apparemment membres de la corporation des naviculaires d'Arles dont le développement n'est pas certain. Leur cognomen rappelle des origines orientales grecques, pour autant rien n'indique qu'ils sont étrangers à la Narbonnaise, au contraire les études montrent des liens avec des familles locales implantées dans les affaires du territoire gallo-romain.
Subissant un statut inférieur aux citoyens, faute de leur affranchissement, ils sont poussés par leurs anciens patrons au commerce, ainsi en s'enrichissant ils peuvent espérer gagner quelques honneurs et un prestige social plus important dans la cité. Leurs capitaux sont avancés par leurs anciens patrons, travaillant parfois encore pour eux comme clients. En effet en tant qu'armateurs, les naviculaires profitaient de leur contrat particulier avec l'État qui leur verse une somme d'argent : les vecturae. Mais ils profitaient aussi en aval de multiples contrats privés avec des passagers, des commerçants. Cela leur permet de s'assurer plus de profits.